# René Pagès
René Alfred Pagès (* 18. Mai 1911 in Puimisson, Département Hérault; † 9. September 2001 in Bédarieux, Département Hérault) war ein französischer Politiker. Von 1956 bis 1958 war er Abgeordneter der Nationalversammlung.
Pagès wurde in Südfrankreich als Sohn eines Schuhmachers geboren und begann mit 17 Jahren, für die französische Bahngesellschaft zu arbeiten. Zugleich trat er der Parti communiste français und der Gewerkschaft Confédération générale du travail bei. 1939 wurde er nach dem Ausbruch des Zweiten Weltkriegs mobilisiert, konnte kurz darauf aber wieder in seine Heimat zurückkehren und seinem Beruf weiter nachgehen. Im November 1955 kandidierte er erstmals bei einer Wahl und schaffte so den Einzug in den Generalrat des Départements Hérault. Dies qualifizierte ihn innerparteilich für die bevorstehenden Parlamentswahlen im Januar 1956, bei denen er hinter Raoul Calas als Listenzweiter der Kommunisten im Hérault aufgestellt wurde. Dank 30,7 % der Stimmen, die seine Partei dort erzielen konnte, gelang Pagès der Einzug in die Nationalversammlung. Als Abgeordneter stimmte er 1958 gegen das Gesetz zur Ermächtigung Charles de Gaulles, die die Fünfte Republik einleitete. Diese hatte Neuwahlen zur Folge, bei denen sich der Abgeordnete in einem Wahlkreis behaupten musste. Nachdem er im ersten Wahlgang die relative Stimmenmehrheit erreicht hatte, musste er sich in der zweiten Runde seinem gaullistischen Gegner geschlagengeben. Im selben Jahr musste er sein Ausscheiden aus dem Generalrat hinnehmen, in den er allerdings 1964 zurückkehren konnte. Darüber hinaus wurde er 1959 zum Bürgermeister der Gemeinde Béradieux gewählt. Neben zwei erfolglosen Kandidaturen um einen Sitz im Senat aus den Jahren 1962 und 1971, trat er ebenfalls 1962 bei den Parlamentswahlen als Stellvertreter von Paul Balmigère an. Balmigère wurde gewählt und Pagès blieb bis 1968 sein Vertreter, ohne jedoch selbst die Rückkehr ins Parlament zu schaffen. Bis 1977 blieb er Bürgermeister von Béradieux und zog sich danach bis zu seinem Tod im Jahr 2001 aus der Politik zurück.